# Congrès national tchouvache
Le Congrès national tchouvache (en russe : Чувашский национальный конгресс, en tchouvache : Чӑваш Наци Конгресĕ) est un important centre culturel et de recherche situé à Tcheboksary, Tchouvachie.

## Historique
Le Congrès national tchouvache agit selon les lois de la Russie et de la Tchouvachie et veut renforcer les liens inter-culturels entre les différentes ethnies de la Fédération russe (des personnes, mais aussi juridiques), et consolider l'harmonie et la stabilité sociale interethnique.
Le Congrès travaille en collaboration avec les autorités d'État, les gouvernements locaux et les villes de Tchouvachie et concentre ses attentions sur la diaspora tchouvache, préserve l'identité et le développement la culture locale.

## Conservateurs
- Huzangay Atner (octobre 1992 — octobre 1997)
- Gennady Nikolaevich Arkhipov (octobre 1997 – octobre 2013)
- Nikolaï Fedorovich Ougaslov (octobre 2013 - octobre 2021)
- V.L Klementiev (octobre 2021 - actuellement)